# Powiat de Radzyń Podlaski
Pour les articles homonymes, voir Radzyń Podlaski (homonymie).
Le powiat de Radzyń Podlaski (polonais : powiat radzyński) est un powiat (district) de la voïvodie de Lublin, dans le sud-est de la Pologne.
Il est né le 1er janvier 1999, à la suite des réformes polonaises de gouvernement local passées en 1998. 
Le siège administratif du powiat est la ville de Radzyń Podlaski, située à 60 kilomètres (km) au nord de la capitale régionale Lublin (capitale de la voïvodie). 
Le district couvre une superficie de 965,21 kilomètres carrés. En 2006, sa population totale est de 61 445 habitants, avec une population pour la ville de Radzyń Podlaski de 16 133 habitants et une population rurale de 45 312 habitants.

## Division administrative
Le powiat de Radzyń Podlaski comprend 8 gminy (communes) (1 urbaine-rurale et 7 rurales) :
- 1 commune urbaine : Radzyń Podlaski ;
- 7 communes rurales : Borki, Czemierniki, Kąkolewnica Wschodnia, Komarówka Podlaska, Radzyń Podlaski, Ulan-Majorat et Wohyń.

Celles-ci sont inscrites dans le tableau suivant, dans l'ordre décroissant de la population.
| Gmina                                                   | Type   | Supérficie (km²) | Population (2006) | Chef-lieu          |
| Radzyń Podlaski                                         | urbain | 19,3             | 16 133            |                    |
| Gmina Kąkolewnica                                       | rural  | 147,7            | 8 459             | Kąkolewnica        |
| Gmina Radzyń Podlaski                                   | rural  | 155,2            | 8 028             | Radzyń Podlaski *  |
| Gmina Wohyń                                             | rural  | 178,2            | 7 221             | Wohyń              |
| Gmina Borki                                             | rural  | 111,8            | 6 166             | Borki              |
| Gmina Ulan-Majorat                                      | rural  | 107,8            | 6 062             | Ulan-Majorat       |
| Gmina Komarówka Podlaska                                | rural  | 137,6            | 4 728             | Komarówka Podlaska |
| Gmina Czemierniki                                       | rural  | 107 7            | 4 648             | Czemierniki        |
| * Le siège ne fait pas partie du territoire de la gmina |        |                  |                   |                    |

## Démographie
Données du 30 juin 2005 :
| Description | Total  | Total | Femmes | Femmes | Hommes | Hommes |
| ----------- | ------ | ----- | ------ | ------ | ------ | ------ |
| Unité       | Nombre | %     | Nombre | %      | Nombre | %      |
| Population  | 61 597 | 100   | 30 875 | 50,12  | 30 722 | 49,88  |
| Urbain      | 16 125 | 26,18 | 8 315  | 13,50  | 7 810  | 12,68  |
| Rural       | 45 472 | 73,82 | 22 560 | 36,63  | 22 912 | 37,20  |

## Histoire
De 1975 à 1998, les différentes gminy du powiat actuel appartenaient administrativement de l'ancienne voïvodie de Biała Podlaska et de l'ancienne voïvodie de Lublin.

Depuis 1999, il fait partie de la nouvelle voïvodie de Lublin.